# Enrique de Castilla (1377-1404)
Enrique de Castilla, conocido también como Enrique Enríquez (Castillo de Cabra, 1377 - Córdoba, 14 de septiembre o de noviembre de 1404), fue un noble castellano e hijo ilegítimo del rey Enrique II de Castilla y de la dama cordobesa Juana de Sousa.
Fue I duque de Cabra y de Medina Sidonia y señor de Morón, Alcalá de los Gazules, Portillo y Aranda de Duero, aunque la mayoría de los historiadores afirman erróneamente que fue conde de Cabra y duque de Medina Sidonia y señor de Morón y de Alcalá la Real. Enrique de Castilla vivió junto a su madre en un palacio mudéjar del siglo XIV, conocido actualmente como el Palacio del Duque de Medina Sidonia, localizado en el número 13 de la Calle Rey Heredia de Córdoba (España).
Según algunos autores el duque Enrique «es un personaje brumoso al que tanto la historiografía como la producción genealógica han prestado muy escasa atención», y han lamentado además el hecho de que falleciera sin dejar descendientes, ya que por su condición de miembro, aunque bastardo, de la familia real castellana, habrían formado parte de la más elevada «Grandeza de España». Y otros autores han destacado también que el amplio conjunto de señoríos que llegó a poseer fue uno de los últimos grandes dominios de «persona real» que se formarían en Andalucía en la Baja Edad Media.

## Orígenes familiares
Por parte paterna era nieto del rey Alfonso XI de Castilla y de la dama Leonor de Guzmán, y por parte materna lo era de Vasco Alfonso de Sousa, que fue señor de Castillo Anzur y de Almenara y también alcalde mayor y justicia mayor de Córdoba, y de María García Carrillo.

## Biografía

### Juventud y patrimonio

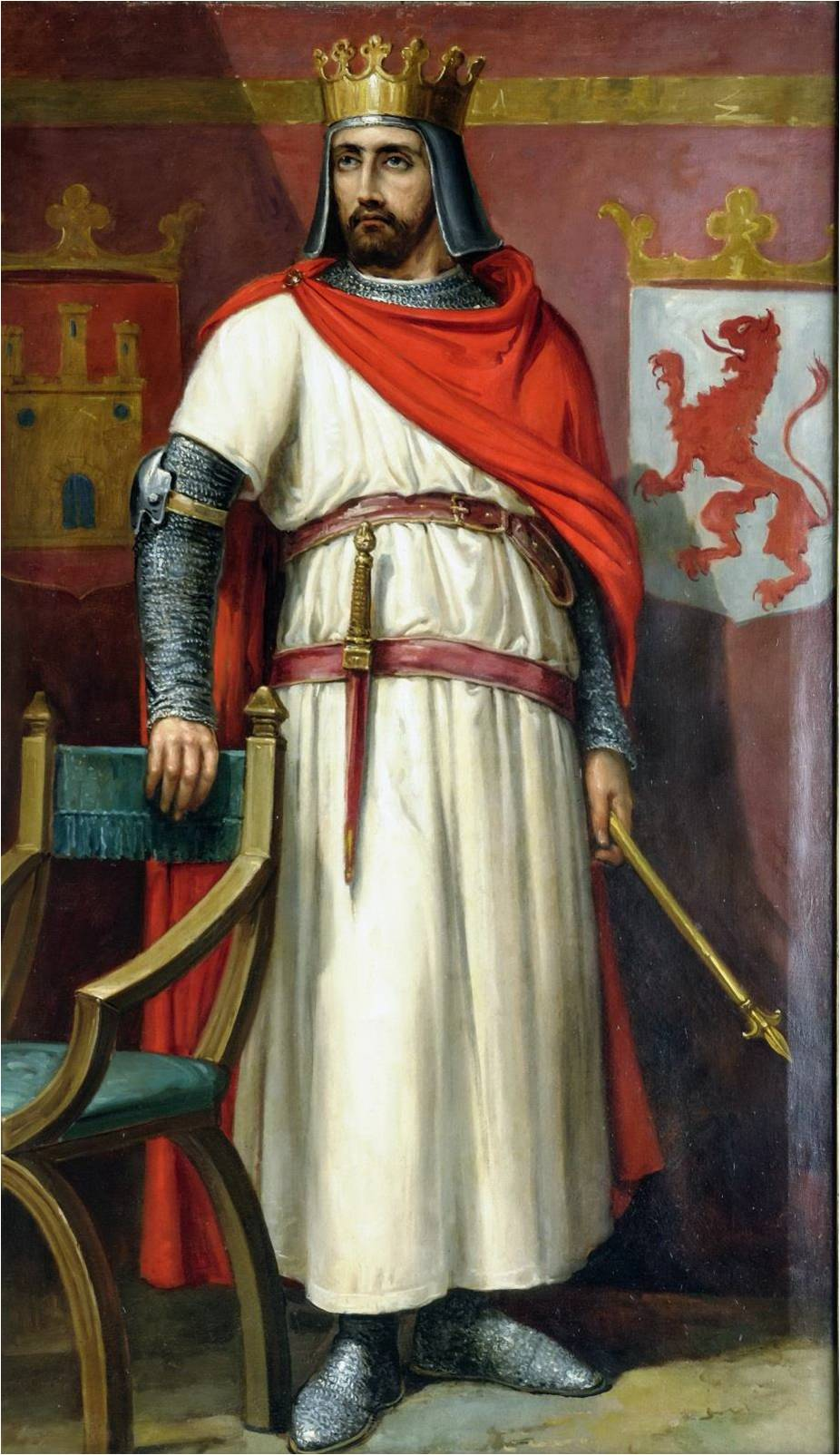
Retrato imaginario del rey Enrique II de Castilla, padre del duque Enrique de Castilla. José María Rodríguez de Losada. (Ayuntamiento de León).

Enrique de Castilla nació en 1377, y algunos autores suponen que probablemente nació en septiembre de ese año en el castillo de Cabra, ya que es posible que el rey Enrique II pasara allí su «luna de miel» con Juana de Sousa y que la trasladara allí para mantenerla lejos de su familia, como ya había hecho su padre, Alfonso XI, con su amante Leonor de Guzmán, en el mismo lugar.
En opinión del eclesiástico e historiador Manuel Nieto Cumplido, es casi seguro que sus padres se conocieron en Córdoba y cuando ya Enrique II había subido al trono, lo que ocurrió en 1369. Hay constancia de que Enrique II estuvo en Córdoba en 1370, 1371, 1374, 1375, 1376, 1377 y 1378, siendo las visitas de 1375 y 1377 «especialmente prolongadas», pero Nieto Cumplido aseguró que es muy probable que los padres de Enrique de Castilla iniciaran su relación amorosa en 1377, ya que esa fecha coincide con una donación que el monarca castellano hizo a favor de Juana de Sousa y de su madre, siendo además probable que Juana tuviera unos veinticuatro o veinticinco años de edad en esos momentos. Además, Juana de Sousa debía de ser, según algunos historiadores, una mujer de «extraordinaria belleza y simpatía», aunque lamentablemente no se ha conservado ningún retrato suyo ni tampoco ninguna descripción de su persona.
Existen múltiples documentos en los que Juana de Sousa declaró explícitamente que era la «madre del duque don Enrique», como por ejemplo en uno otorgado el día 10 de mayo de 1391. Y en el testamento del canónigo y maestrescuela Lope Gutiérrez de los Ríos, que era sobrino de Juana de Sousa, el eclesiástico aludió a su tía designándola nuevamente como «madre del duque don Enrique».
La mayoría de los historiadores afirman erróneamente que Enrique II concedió a su hijo Enrique el ducado de Medina Sidonia y el condado de Cabra junto con los señoríos de Morón y de Alcalá la Real, pero Manuel Nieto Cumplido demostró que en realidad el título ostentado por Enrique de Castilla fue el de duque de Cabra, ya que así consta en varios documentos de la época y también en el poema 530 del Cancionero de Baena:

¿Que se fisieron los emperadores / papas e rreyes, grandes perlados...? ¿El Duque de Cabra e el Almirante / e otros muy grandes asas de Castilla / agora Ruy Dies que puso mansilla / su muerte a las gentes en tal estante / que la su grant fama fasta en leuante / sonaua en proeza e en toda bondat...?

Las villas de Cabra y de Medina-Sidonia habían pertenecido a Leonor de Guzmán, que fue la amante del rey Alfonso XI de Castilla y la abuela materna del duque Enrique. Y en el testamento que Enrique II de Castilla otorgó el día 29 de mayo de 1374, el monarca cedía el señorío de Medina-Sidonia, que había pertenecido anteriormente a Leonor de Guzmán,, a su hijo Fadrique de Castilla, que llegaría a ser duque de Benavente, pero posteriormente el monarca modificó sus últimas voluntades y lo entregó a Enrique de Castilla, que era el hijo que había tenido con Juana de Sousa. Y existen además múltiples documentos que prueban irrefutablemente que Enrique de Castilla ostentó el título de duque de Medina Sidonia.

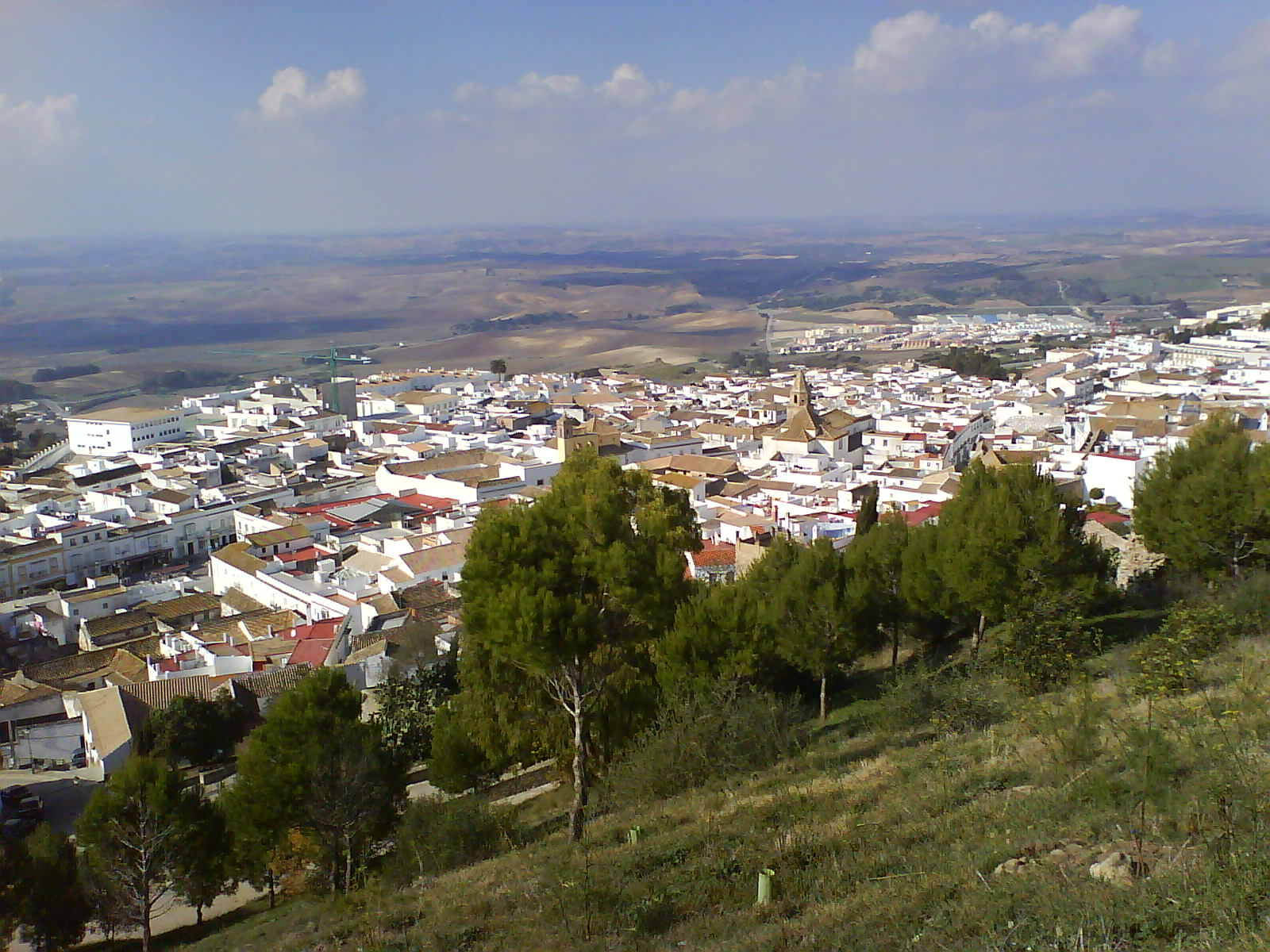
Vista del municipio de Medina-Sidonia.

También está documentado que Enrique de Castilla fue señor de la villa de Aranda de Duero, y posiblemente, como señaló Jesús Peribáñez Otero, por concesión de su hermanastro, el rey Juan I de Castilla, añadiendo además dicho autor que el duque Enrique retuvo el señorío de Aranda de Duero hasta su muerte, ocurrida en 1404.
La tradición popular asegura que la relación de Enrique II de Castilla con Juana de Sousa se prolongó durante diez años y que pasado ese tiempo el monarca comenzó a interesarse por otra mujer, lo que fue considerado por Juana de Sousa como una «terrible traición». Sin embargo, Enrique II se mostró muy generoso con su hijo Enrique y, además de cederle los señoríos de Medina-Sidonia y de Cabra también le hizo entrega de un «magnífico» palacio mudéjar que se encuentra en el número 13 de la calle Rey Heredia de Córdoba, aunque en realidad dicho palacio pertenecía a la familia de Juana de Sousa. Desde entonces, dicho palacio cordobés se conoce con el nombre de Palacio del Duque de Medina Sidonia. Y de nuevo según la tradición, Enrique II intentó que su antigua amante se casara con algún hombre adinerado que le asegurara una cómoda existencia, pero Juana de Sousa se negó alegando que el único «amor de su vida» había sido el monarca castellano, por lo que durante el resto de su vida la mencionada señora vivió dedicada por entero a su hijo Enrique.
Durante la minoría de edad del duque Enrique de Castilla su madre fue la encargada de gobernar sus señoríos, como el de Medina-Sidonia, y hay constancia de que ella mantuvo durante ese periodo unas relaciones conflictivas con el concejo de la mencionada villa, según advirtió la historiadora Esther Alegre Carvajal en su tesis doctoral, titulada Las villas ducales como tipología urbana: el ejemplo de la villa ducal de Pastrana.

Enrique de Castilla poseía un «magnífico» palacio mudéjar en Córdoba, que fue la ciudad donde residió habitualmente, que se encuentra en el número 13 de la calle Rey Heredia. Dicha calle fue conocida hasta 1861 como calle del Duque , debido precisamente a que el propio Enrique de Castilla, Primer Duque de Medina Sidonia, ostentaba allí su palacio y residencia.

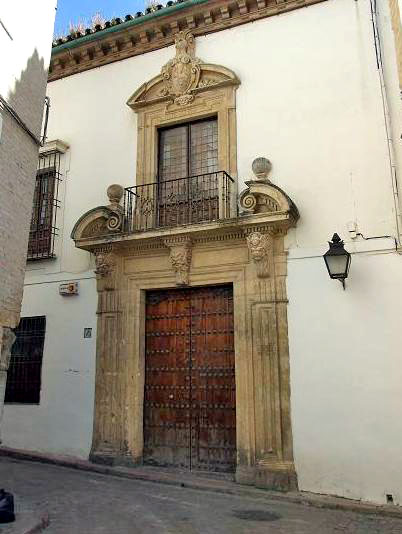
Palacio del duque de Medina Sidonia, situado en el número 13 de la calle Rey Heredia de la ciudad de Córdoba.

El mencionado palacio, anteriormente había pertenecido a Vasco Alfonso de Sousa, posteriormente a su esposa María García Carrillo, y desde agosto de 1397 a Juana de Sousa, hija de los anteriores y madre del duque Enrique de Castilla. Tras la muerte de Juana, dicho  Palacio del Duque de Medina Sidonia pasó, por voluntad testamentaria de la dama Juana de Sousa, a manos de su sobrino Juan Alfonso de Sousa, que era miembro de la rama principal o «troncal» de la familia Sousa. Después el inmueble quedó en poder de los marqueses del Carpio y posteriormente de la familia Armenta.
A lo largo de su vida el duque Enrique confirmó algunos privilegios, y hay constancia de que fue uno de los confirmantes del privilegio, otorgado el día 15 de diciembre de 1393 durante las Cortes de Madrid, que aludía a las «libertades de Toledo», y también otro privilegio otorgado en 1401 en el que confirmó como «don Enrique, tío del Rey, Duque de Medina Sidonia, Señor de Alcalá», habiendo sido ambos documentos expedidos durante el reinado de Enrique III de Castilla, que era sobrino carnal del duque Enrique.
El historiador Ignacio Garijo Pérez llamó la atención sobre el hecho de que un individuo con la categoría social que poseía el duque Enrique de Castilla, que por su posición podría haber llegado a ser el tronco de una destacada «casa nobiliaria», falleciera a los veintisiete años de edad sin haber contraído matrimonio y sin haber dejado descendencia. Y por causa de lo anterior y por el hecho de que apenas tuviera participación en la vida política y cortesana de la época, al contrario que sus hermanastros Alfonso Enríquez y Fadrique de Castilla, Garijo Pérez afirmó que es muy probable que Enrique de Castilla padeciera alguna clase de enfermedad o dolencia que lo incapacitara.
También es posible, como señalaron Miguel Ángel Ladero Quesada y Manuel González Jiménez, que antes de la muerte del duque Enrique las protestas de los vecinos de Medina-Sidonia y de Alcalá de los Gazules hubieran ocasionado el fin del señorío que el duque ejercía en ambos lugares, ya que ambos autores se basaron en un fragmento de las actas capitulares de Jerez de la Frontera que dice así: «Los de Alcalá enviaron a decir al cabildo desta cibdad en miércoles dos de abril de MCCCCIII años y así mismo los de Medina Sidonia que enviaron sus cartas al rey nuestro señor que Medina y Alcalá sean reales y de su corona que non las dé a otra persona».

El «único testimonio» conocido de la relación que el duque mantuvo con su villa de Alcalá de los Gazules es una sentencia, pronunciada por el propio duque en 1395, sobre el pleito que mantenían por motivos de términos sus villas de Medina-Sidonia y de Alcalá de los Gazules, ya que los procuradores de esta última villa, Ruy Martínez y Fernán Sánchez, habían denunciado a los habitantes de Medina-Sidonia por haber invadido con sus ganados unos prados situados en las cercanías del río Álamo. Y en el documento donde se consignó la sentencia pronunciada acerca del mencionado pleito consta que el duque solicitó a las dos villas que presentaran los antiguos padrones de amojonamiento y que, al considerarse que el que presentó el procurador de Medina-Sidonia había sido «falseado», el duque resolvió el pleito a favor de los vecinos de Alcalá de los Gazules. Y el historiador Marcos Fernández Gómez también subrayó el hecho de que a pesar de que el lugar de residencia habitual del duque era la ciudad de Córdoba, la sentencia fue pronunciada en Alcalá de los Gazules.

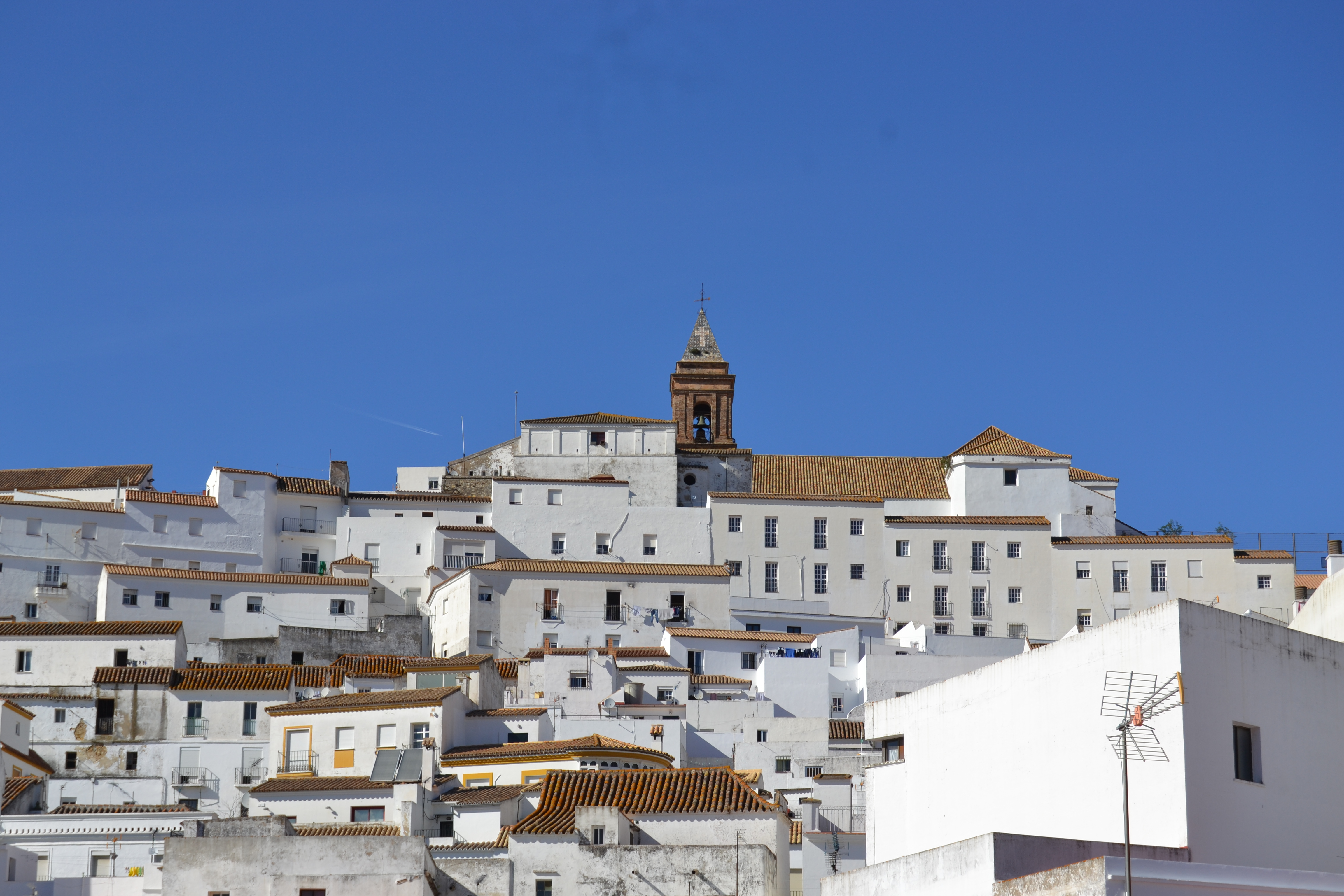
Vista del municipio de Alcalá de los Gazules.

El único documento conocido sobre la administración del duque en su villa de Medina-Sidonia data de 1397, y en él el duque estableció que algunos tipos de manantiales pertenecían a su señorío, al igual que el «agua morisca», y concedió algunas mercedes para el uso de abrevaderos que contribuyeron a aumentar el desarrollo de la ganadería del propio duque. Y, por otra parte, también hay constancia de que el duque estableció un monopolio sobre el jabón en Medina-Sidonia, lo que quebrantaba el privilegio que tenían sus habitantes de elaborarlo para su uso privado, y de que el duque continuó cobrando en dicha población el impuesto del «herbaje», a pesar de que su hermanastro, el rey Juan I de Castilla, lo había prohibido en 1379.
Y aunque se desconoce casi todo lo concerniente a la administración de su patrimonio siendo ya mayor de edad, sí hay constancia de que el estilo de gobierno del duque Enrique contribuyó, al igual que en otros señoríos de la época, a reducir las libertades de los concejos y a «imponer o mantener cargas» que los vecinos de Medina-Sidonia consideraron excesivas, ya que es muy significativo, en opinión de Ladero Quesada y de González Jiménez, que los dos únicos testimonios que se conocen sobre su administración estén relacionados con asuntos ganaderos y derechos de pastos.

### El escudo de armas del duque Enrique de Castilla

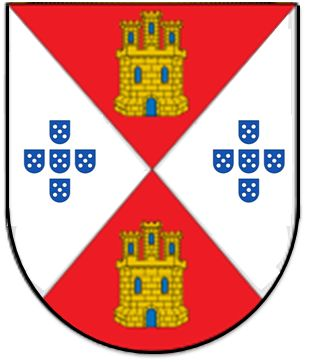
Escudo de armas de los Sousas de Córdoba.

El escudo de armas del duque Enrique de Castilla, según el heraldista Faustino Menéndez Pidal de Navascués, consistió en un «escudo a frange, en lo alto y bajo los castillos y en los lados los leones», es decir, «un cuartelado en aspa de Castilla y de León», aunque otros autores afirmaron erróneamente que dicho escudo de armas fue usado por el infante Enrique de Castilla el Senador, que fue hijo de Fernando III de Castilla, pero Menéndez Pidal de Navascués demostró la falsedad de dicha afirmación basándose en el sello personal del infante Enrique y en los escudos de armas empleados por sus descendientes, los Enríquez de Sevilla.
Hay constancia de que Inés Enríquez de Castilla, que fue abadesa del convento de Santa Clara la Real de Toledo e hija ilegítima de Enrique II de Castilla, y también Fernando Alfonso de Castilla, que fue hijo ilegítimo a su vez de Alfonso XI de Castilla, usaron un escudo en frange similar al empleado por Enrique de Castilla, aunque en el caso de Inés Enríquez esta comenzó a usarlo a partir de 1404 y tras la muerte de su hermanastro, el duque de Medina Sidonia. Además, en el Museo Arqueológico Nacional de Madrid se conserva un pinjante con el escudo de armas de Enrique de Castilla, aunque se desconoce su lugar de origen, y Menéndez Pidal de Navascués consideró altamente improbable que dicho pinjante hubiera pertenecido a Fernando de Castilla, el hijo ilegítimo de Alfonso XI, por lo que en su opinión debió pertenecer casi con total seguridad al duque Enrique de Castilla.
Por otra parte, Ignacio Garijo Pérez apuntó en 2004 la posibilidad de que el escudo de armas de Enrique de Castilla se basara en el empleado por sus antepasados maternos, los Sousas, aunque dicho autor añadió que hasta que no se conozcan con certeza los escudos utilizados por Vasco Alfonso de Sousa, el abuelo de Enrique, o por su madre, Juana de Sousa, o por su tío Diego Alfonso de Sousa su teoría consistirá simplemente en una mera hipótesis, ya que bien pudo ser al contrario y ser los Sousas los que tras la muerte del duque Enrique decidieran adoptar, en recuerdo de su «ilustrísimo familiar», el modelo heráldico empleado por aquel.

### La muerte del duque

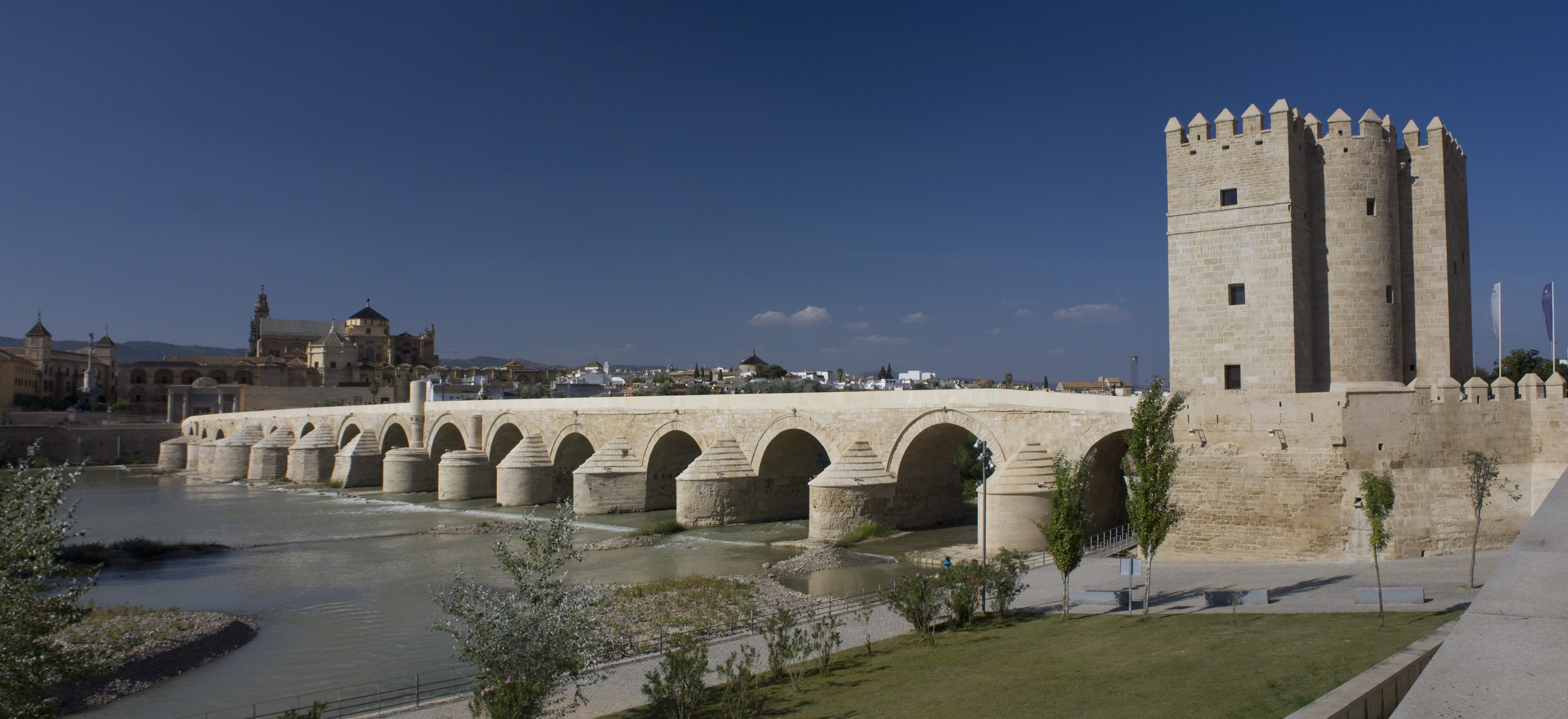
Vista de la torre de la Calahorra y del puente romano de Córdoba.

Enrique de Castilla falleció a los veintisiete años de edad el día 14 de septiembre o de noviembre de 1404 en su palacio del Duque de Medina Sidonia, de la calle Rey Heredia de la ciudad de Córdoba. Y tras la muerte del duque todos sus señoríos volvieron a pertenecer al realengo por haber fallecido sin dejar herederos, como advirtió Esther Alegre Carvajal.
La madre del duque Enrique estableció doce aniversarios por el alma de su hijo y fundó en el altar de Santiago de la Mezquita-catedral de Córdoba, junto al que fue sepultado, una capellanía «dotada de vestimentos, cáliz de plata y mármol, con 600 maravedís anuales para el capellán», al tiempo que legó al cabildo catedralicio cordobés una suma de 1200 maravedís a fin de que se celebraran doce memorias anuales en memoria de su hijo y «cada una todos los meses para siempre jamás». En 1404, y a fin de completar una suma de 2020 maravedís como dote por la sepultura de su hijo, Juana de Sousa había obligado tres ruedas de aceña en la localidad sevillana de Écija llamadas Chequilla, Pajuela y Nueva. Y en 1414 la suma total de la renta anual por los oficios religiosos que Juana de Sousa había dotado en memoria de su hijo ascendía a 1420 maravedís, que provenían de unas tenerías situadas en la collación de San Nicolás de la Ajerquía de Córdoba y que en 1440 entregó definitivamente al cabildo catedralicio cordobés.
Juana de Sousa obtuvo permiso del cabildo catedralicio cordobés para vivir en la propia Mezquita-catedral y en unas habitaciones que en siglos pasados fueron conocidas como Oficinas de Cabezas de rentas, y allí vivió hasta el día de su muerte, ocurrida según Ramírez de Arellano el día 14 de noviembre de 1442, aunque Nieto Cumplido aseguró que debió ocurrir poco antes del día 3 de julio de 1442 y cuando tenía aproximadamente ochenta y nueve años de edad, ya que en esa fecha el cabildo catedralicio cordobés vendió el paño que había cubierto las «andas de doña Juana».
Ramírez de Arellano indicó que Juana de Sousa, cuyo cadáver recibió sepultura en la capilla de los Sousas de la catedral cordobesa, legó al cabildo catedralicio cordobés sus joyas y «unas obligaciones sobre las tenerías para pago de los aniversarios y memorias de su hijo y suyos», y Nieto Cumplido añadió que en el testamento que Juana otorgó el día 12 de mayo de 1442 manifestaba su deseo de ser enterrada junto a su hijo Enrique y legaba sus bienes a su hermana Leonor de Sousa y a sus sobrinos, comenzando dicho testamento con el siguiente preámbulo:

Sepan quantos esta carta vieren como yo doña Juana de Sousa, madre del duque don Enrique, que Dios dé su santo parayso, vecina y moradora que soy en la colación de Santa María de la muy noble ciudad de Córdova, estando enferma del cuerpo, etc.

## Sepultura

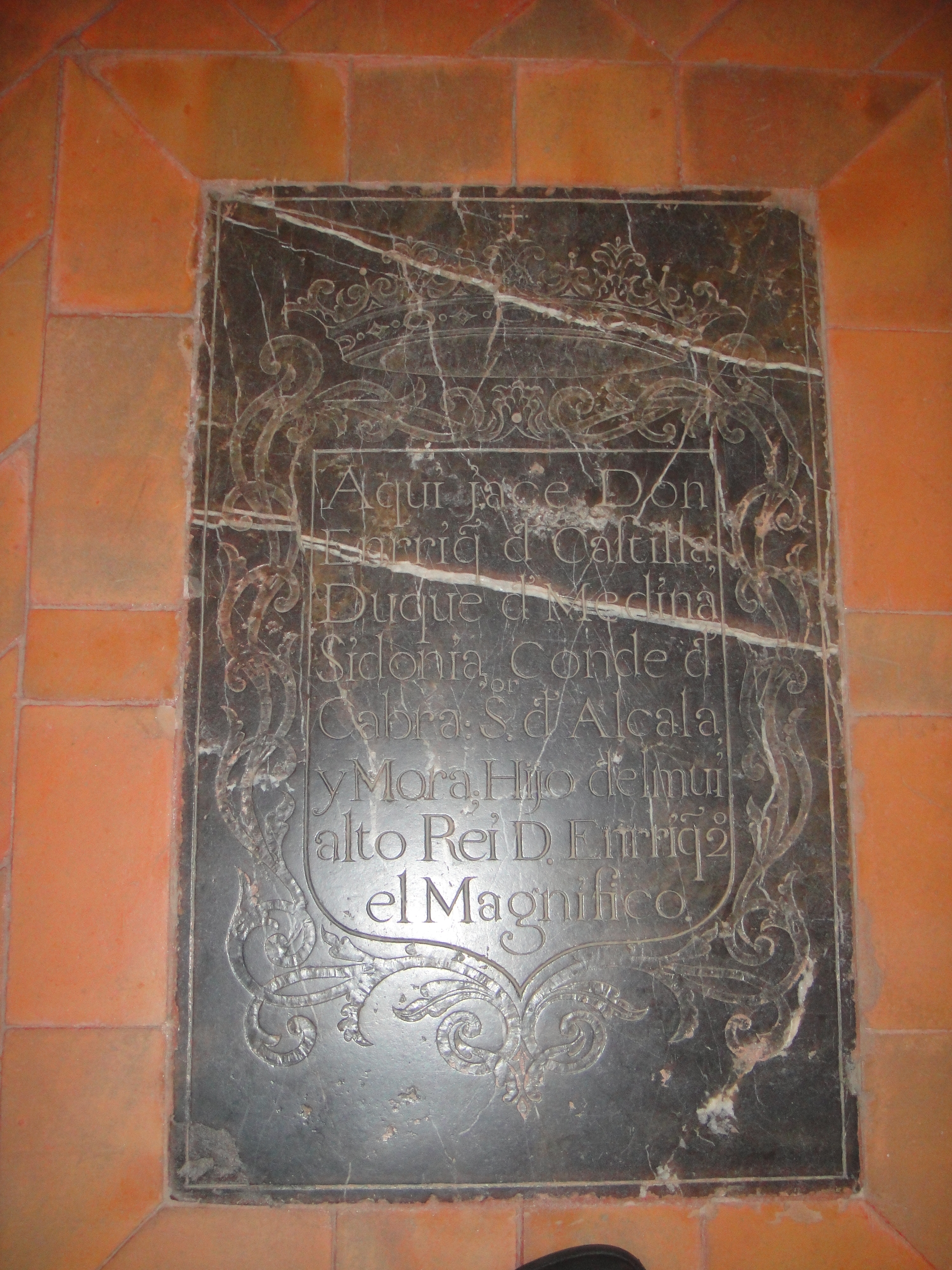
Tumba del duque Enrique de Castilla en la Mezquita-catedral de Córdoba.

Enrique de Castilla fue sepultado en un arco «dorado» de la primitiva capilla mayor de la Mezquita-catedral de Córdoba, espacio que en la actualidad ocupa la capilla de Villaviciosa, y en su tumba, que era «dorada» y de madera, posiblemente estarían colocados, como señaló Menéndez Pidal de Navascués, los escudos de armas del difunto. Y conviene señalar que la tumba se encontraba situada junto al altar del apóstol Santiago y también que en el mismo templo fueron sepultados la madre de Enrique de Castilla, sus abuelos maternos y su abuelo paterno, el rey Alfonso XI de Castilla.
La tumba del duque Enrique estuvo colocada en un primer momento entre el altar mayor y la capilla de los Obispos, a petición del rey Enrique III de Castilla y del infante Fernando el de Antequera, según consta en la «Donación del deán y cabildo de la catedral de Córdoba para que sea inhumado don Enrique, duque de Medina Sidonia», que es un documento otorgado en Córdoba el día 15 de noviembre de 1404. Y los restos mortales del duque permanecieron durante varios siglos en la capilla de Villaviciosa de la catedral cordobesa, y allí permanecieron hasta principios del siglo XX, cuando con motivo de unas obras de restauración fue trasladado a una atarazana de la catedral.
Desde principios del siglo XX, y por iniciativa del arquitecto Ricardo Velázquez Bosco, los restos mortales del duque reposan bajo una «sencilla lápida» y «sin emblemas» colocada junto al muro del lado del Evangelio de la capilla mayor de la Mezquita-catedral de Córdoba en la que está esculpido el siguiente epitafio:

Aqui jace Don / Enrrique de Castilla / Duque de Medina / Sidonia Conde de / Cabra Señor de Alcala / y Morón Hijo del mui alto rei D. Enrique 2º / el Magnifico.

La lápida es de mármol azulado y probablemente fue realizada en el siglo XVII, aunque Nieto Cumplido precisó que la tumba se encuentra junto a la cabecera del crucero de la catedral cordobesa y al lado izquierdo del altar mayor.

## Leyenda del fantasma de su madre

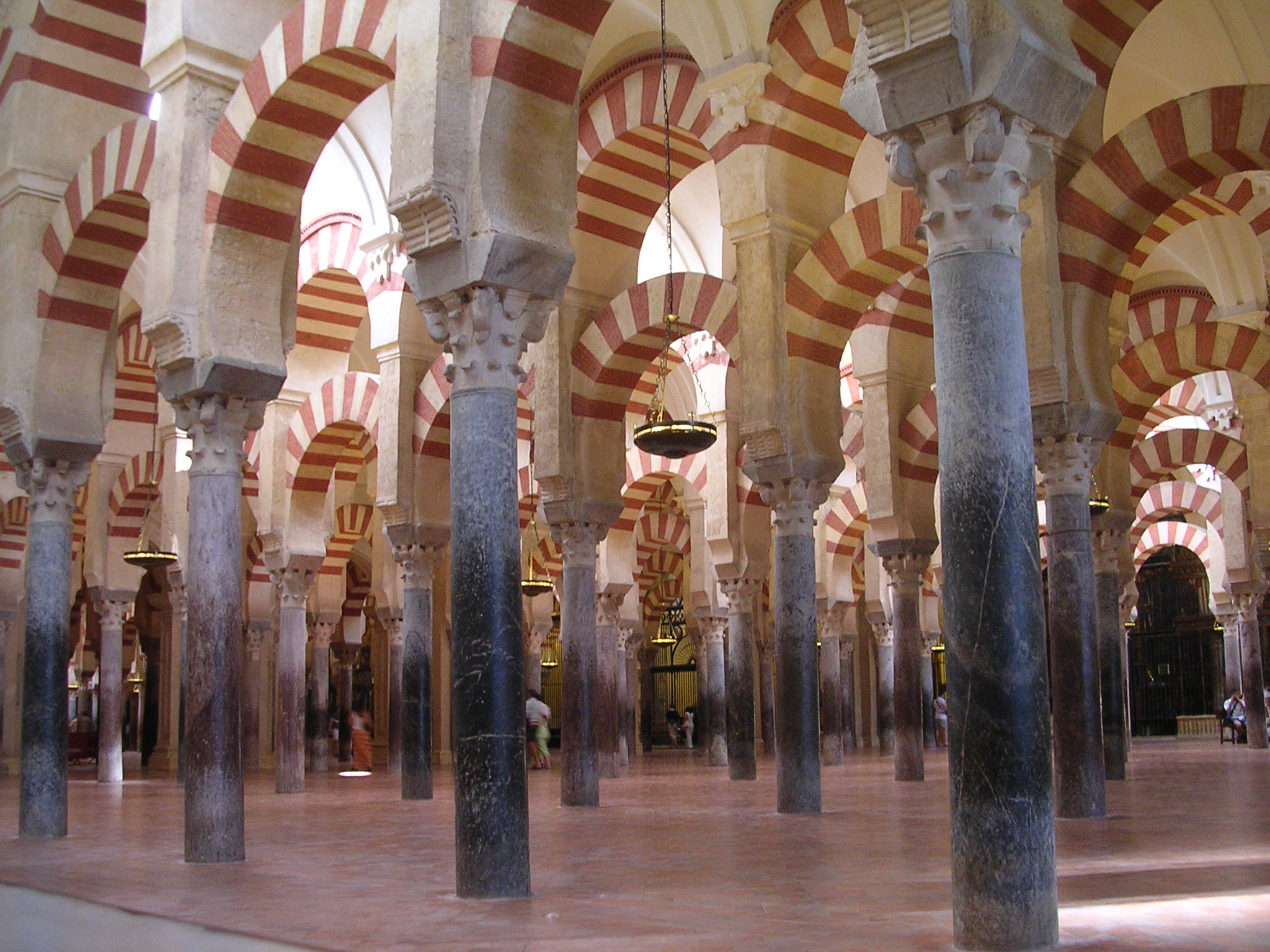
Interior de la Mezquita-catedral de Córdoba.

Según la tradición popular, la muerte de Enrique de Castilla dejó a su madre «sola y desamparada» y al borde de la locura, ya que incluso llegó a permanecer varios días encerrada a solas con el cadáver de su hijo. Además, la desconsolada madre solicitó al cabildo catedralicio cordobés que le permitieran instalarse en una habitación dentro del propio templo para estar siempre cerca de la tumba de su hijo, a lo que accedió el cabildo, y según la tradición ya nunca abandonó el edificio y vivió allí durante el resto de su vida. Y el legendario relato también afirma que por las noches, cuando la Mezquita-catedral permanecía cerrada al público, Juana de Sousa acostumbraba a pasear entre las columnas «sin rumbo definido».
En la actualidad existe la creencia popular de que el fantasma de Juana de Sousa continúa visitando la tumba de su hijo cada noche, y así lo consignó José Manuel Morales Gajete en su obra Enigmas y misterios de Córdoba, ya que varios vigilantes de seguridad nocturnos han declarado haber «sentido» la presencia del mencionado fantasma:

Son muchos los vigilantes de seguridad que, cuando se marchan los turistas y se apagan las luces, aseguran haber contemplado toda suerte de sombras, extrañas luminarias y, sobre todo, la figura de una dama con vestido largo y vaporoso que cada noche surge entre las columnas, pasea por las capillas a diez centímetros sobre el suelo y, tras unos segundos, rodea el Altar Mayor y se desvanece justo sobre la antigua y desgastada lápida gris de Enrique de Castilla y Sousa. ¿Será el alma en pena de doña Juana que, a día de hoy, continúa buscando a su hijo para despedirlo con un afectuoso beso maternal?.